# مصر الساسانية
مصر الساسانية (المعروفه في مصادر اللغة البهلوية Agiptus) تشير إلى جزء من حقبة حكم مصر الرومانية وأجزاء من ليبيا من قبل الإمبراطورية الساسانية. 
استمرت منذ عام 619م حتى عام 629م، حتى قام الملك الساساني شهربراز بتحالف مع الإمبراطور البيزنطي هرقل لتعود سيطرته على مصر الرومانية. 

## تاريخ
تم غزو مصر في 619 من قبل زعيم الجيش الساساني البارز شهربراز الذي حكم المقاطعة لفترة وجيزة حتى عين ساهرالانيوزان حاكما جديدا. وكان ساهرالانيوزان يحمل لقب كارفرامان-إيدار ("ستيوارد أوف ذي كورت") وكان أقوى الإيرانيين في مصر. بالإضافة إلى كونه حاكما لمصر، كان أيضا جامعا للضرائب في المقاطعة، وكان على الأرجح يقيم في الفيوم. وعلى الرغم من أن مصر أصيبت بأضرار كبيرة أثناء غزوها من قبل الساسانيين، بعد انتهاء الغزو، فإن السلام والتسامح وإعادة التأهيل تلاه. وعلاوة على ذلك، حافظ الساسانيون على نفس الهيكل الإداري الذي كانت عليه الإمبراطورية البيزنطية. 
في عام 626، تشاجر شهربراز مع الملك الساساني كسرى الثاني (590-628) وتمرد ضده. وليس من المعروف من دعمه ساهرالانزويان، لأنه لم يرد ذكره في أي مصدر بعد ذلك، ووصف شهربراز بأنه حاكم المقاطعة. بعد انتهاء الحرب البيزنطية الساسانية في 628، بحلول 630/1، عادت مصر إلى أيدي البيزنطيين.